# Aosaginohi
Aosaginohi o Aosagibi (青鷺火?, lett. "fuoco dell'airone azzurro") è un misterioso fenomeno giapponese in cui il corpo di un airone di notte emette una luce bianco-bluastra. È conosciuto anche come Go-i no hi (五位の火?, lett. "fuoco dei cinque ranghi") e Goinohikari (五位の光?, lett. "luce dei cinque ranghi").

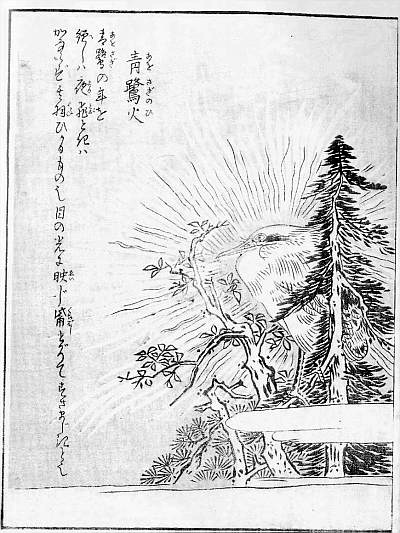
Aosaginohi Toriyama Sekien dal "Konjaku gazu zoku hyakki" di Toriyama Sekien.

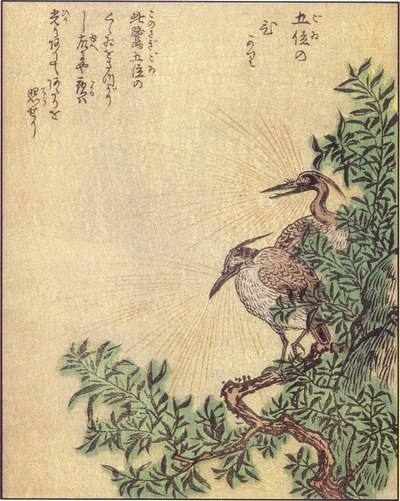
Goinohikari dal "Ehon Hyaku Monogatari" illustrato da Takehara Shunsen

Sebbene sia descritto come airone cenerino (in giapponese 青鷺?) in realtà si riferisce a una nitticora.

## Descrizione
Fu descritto nel Konjaku gazu zoku hyakki e nel Ehon Hyaku Monogatari di Toriyama Sekien, note raccolte di immagini di mostri del periodo Edo, ed è quindi chiaro che fosse una storia di fantasmi piuttosto famosa in quel periodo. Inoltre, nel libro Henka-mono haruyū di Sakuragawa Jihiko, un illustratore del tardo periodo Edo, si racconta di un airone blu luminoso avvistato nella provincia di Yamato (oggi prefettura di Nara).
Secondo la leggenda, ogni notte un fuoco blu appariva su un grande salice noto come il "salice mostro", spaventando la gente, una notte piovosa, quando un uomo si avvicinò pensando: "Il fuoco non brucerà in una notte piovosa", l'intero albero iniziò a brillare di blu, facendo svenire l'uomo per la paura, si ritiene che questo misterioso fenomeno luminoso sia opera di un aosaginohi.
Secondo una leggenda del villaggio di Niiho (l'attuale città di Sado), sull'isola di Sado, nella prefettura di Niigata, una lanterna del drago (龍燈?) (un fuoco misterioso che si dice sia acceso dal dio drago) volava ogni notte sopra l'albero di prugne del Tempio Nemotoji, ma quando una persona la colpì con arco e freccia si rivelò essere un airone.
Esistono molte leggende su aironi notturni, anatre, fagiani e altri uccelli di montagna che brillano di luce quando volano di notte, e ci sono stati molti avvistamenti. Il folclore costruito attorno al fenomeno narra la storia di un vecchio airone notturno dalla corona nera che si trasforma in uno yōkai. Le piume dell'airone si fondono in squame scintillanti che emanano una luce blu iridescente nell'oscurità della notte. Si dice anche che il respiro dello yōkai rilasci nell'aria polvere dorata che si accumula per formare una luce infuocata priva di calore, sebbene questa luce alla fine si dissipi nel vento. Si dice che l'innocua creatura fugga il contatto umano, mantenendo la timidezza di un normale airone.
Esiste anche una leggenda popolare secondo cui le nitticore, come le volpi, i procioni o i gatti, si trasformino in mostri invecchiando. Questo perché le nitticore sono animali notturni e volano nel cielo notturno emettendo forti richiami, il che dà alle persone un'impressione inquietante. Si dice anche che le vecchie nitticore sviluppino squame sul petto e inizino a sbuffare polvere gialla e in autunno volino attraverso cieli nuvolosi emettendo una pallida luce blu.
La leggenda avverte inoltre di non confondere la scintillante luce bianco-blu con le luci degli onibi.
Da una prospettiva scientifica, la teoria più convincente è che i batteri bioluminescenti che crescono vicino all'acqua si attacchino ai corpi degli uccelli e sembrino brillare di notte quando illuminati dalla luce della luna. Un'altra teoria è che i peli bianchi che crescono sul petto delle nitticore sembrino brillare di notte.

## Mistero simile
L'Azuma Kagami, risalente alla metà del XIII secolo, riporta alla data del 14 giugno 1256: "Fu visto un oggetto luminoso. Era lungo più di un metro e mezzo (circa 165 cm). Inizialmente il suo corpo assomigliava a un airone bianco. In seguito divenne simile a una fiamma rossa. La sua scia sembrava un drappo bianco". Poiché afferma "Non ci sono altri esempi di questo in Giappone", si ritiene che questa sia la più antica descrizione sopravvissuta di un fenomeno luminoso simile a un airone. Tuttavia, questo fenomeno è descritto come una "strana luce a forma di airone" (e dice anche che alla fine diventò rossa).